# Gilles Personne de Roberval
Pour les articles homonymes, voir Personne et Roberval.
Gilles Personne de Roberval, aussi appelé Gilles Personier de Roberval, est un mathématicien et physicien français, né le 9 août 1602 à Noël-Saint-Martin, désormais commune de Villeneuve-sur-Verberie (Oise), et mort le 27 octobre 1675 à Paris.
Il est réputé en son temps pour son caractère entier et querelleur. Il est l'inventeur de la balance à deux fléaux dite « balance de Roberval ».

## Biographie

### Premières années
Gilles Personne est le fils de Pierre Personne et de Jeanne Le Dru, petits paysans habitant à Roberval sur la rive gauche de l'Oise dans le Valois (Oise), sous Henri IV. Né à Noël-Saint-Martin, aujourd’hui commune de Villeneuve-sur-Verberie, dans un champ, le 9 août 1602 à 15 h, où sa mère faisait la moisson, Gilles est baptisé le lendemain, le 10 août 1602, dans cette dernière paroisse de Noël-Saint-Martin. Son acte de baptême est conservé aux Archives départementales de l'Oise. Il est le seul de ses frères et sœurs à recevoir une instruction, dès l’âge de 14 ans, grâce au curé de la paroisse voisine de Rhuis, également aumônier de la reine Marie de Médicis, qui avait remarqué sa vive intelligence. Il reçoit ainsi un solide bagage en mathématiques, en latin et sans doute en grec.
Gilles Personne quitte ensuite son village et entreprend un tour de France pour parfaire son instruction. Il vit en donnant des leçons particulières. Il passe à Bordeaux, où il fait la connaissance du mathématicien Pierre de Fermat, qui a le même âge que lui. Il se trouve en 1627 à La Rochelle, où il assiste au siège de la ville, ce qui lui permet de faire diverses remarques sur l’art des fortifications et la balistique.

### Années d'enseignement
En 1628, Gilles Personne atteint Paris. Le jeune géomètre ne tarde pas à entrer en contact avec les savants Mersenne, Pascal, puis Descartes, Torricelli, Huygens, Gassendi et  Hobbes.
Il reçoit la permission du seigneur de son village natal d’adjoindre à son nom celui de Roberval « Le mathématicien ».
Gilles Personne de Roberval obtient en 1631 une chaire de philosophie au collège de maître Gervais où il élit domicile. Le professeur réussit peu après le concours d’entrée au prestigieux Collège royal, où il occupe en 1634 la chaire de mathématiques de Ramus. Ses cours ont beaucoup de succès, les élèves qui y assistent sont souvent plus de cent, bien qu’il les terrifie par son ton impérieux et magistral. Il occupe bientôt une troisième chaire, celle de Pierre Gassendi, ce qui l’oblige à une activité débordante. Il y enseigne l’arithmétique, la géométrie, l’astronomie, l’optique, la mécanique et la musique. Il donne aussi des conférences fort appréciées par le Tout-Paris des secrétaires d’État, des conseillers du Parlement et autres officiers de la Chambre des Comptes.

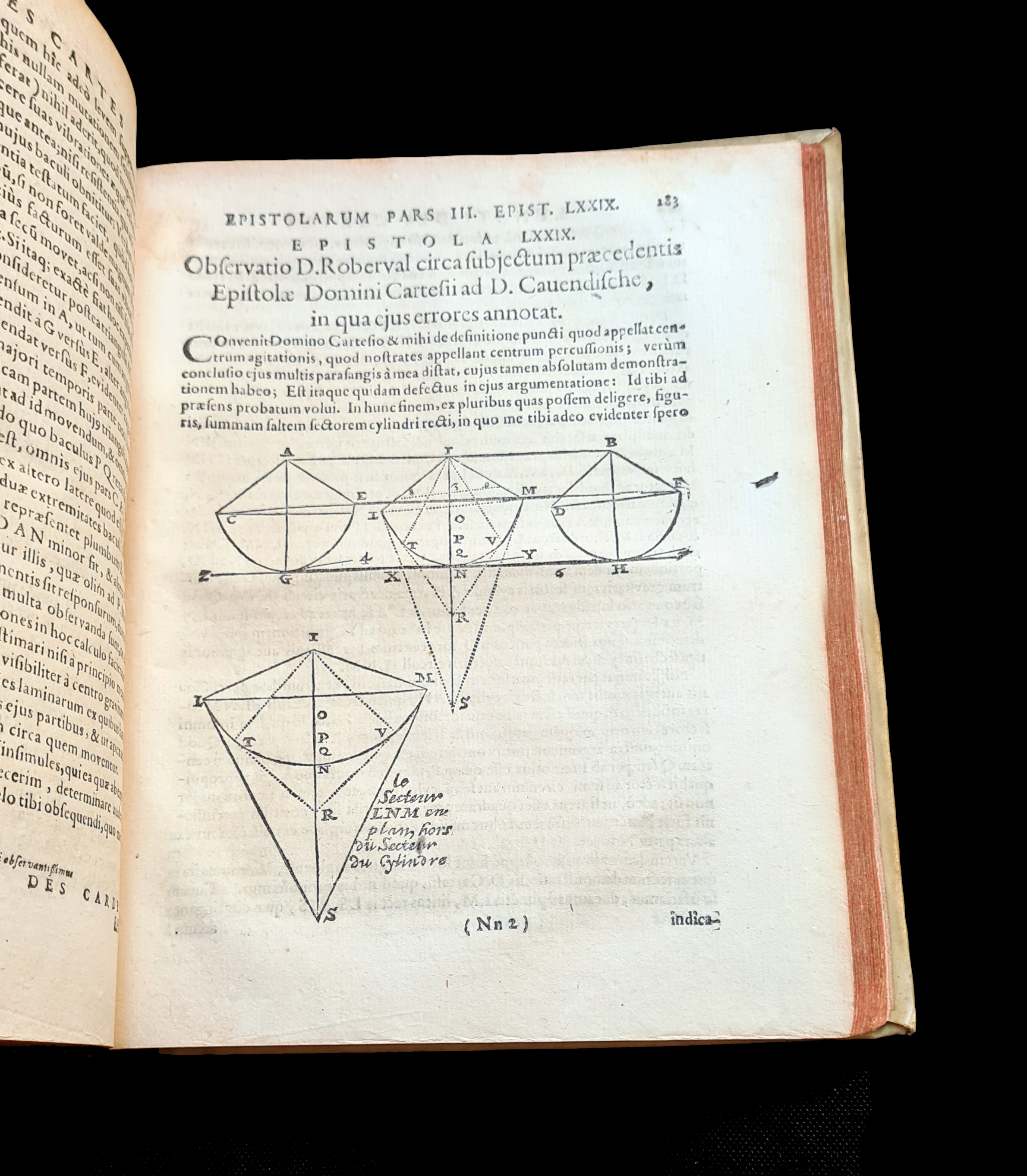
Observation de Roberval à Descartes au sujet de la précédente lettre de celui-ci à Cavendish, dans laquelle il pointe ses erreurs.

Certaines chaires du Collège royal sont renouvelables tous les trois ans ; c'est le cas de la chaire de mathématiques qu'il a d'abord briguée. Gilles Personne de Roberval se représente au concours pendant 21 ans. Pour conserver un avantage sur ses concurrents au concours, il sait taire le résultat de ses avancées en recherches, ne les publiant que rarement. Mais il correspond avec l'abbé Mersenne et Torricelli. Il participe activement aux débats scientifiques, parfois virulents, avec ses contemporains Descartes, Fermat et Pascal. En 1655, il obtient la succession de la chaire de Pierre Gassendi. Le savant est désormais en sécurité car cette chaire-ci lui est attribuée nominalement sans renouvellement par concours.
Mais son caractère emporté, ainsi que ses origines très modestes, ses manières rustiques et ses difficultés d’élocution le desservent. Aux yeux de maints savants, il se révèle un adversaire obstiné et injuste de Descartes, tant sur ses conceptions mathématiques que sur ses principes philosophiques. Il s'adresse aux ouvriers et artisans, voire aux apprentis, dans un langage très simple, comme dans son Traité de mécanique et spécialement de la conduite et élévation des eaux.

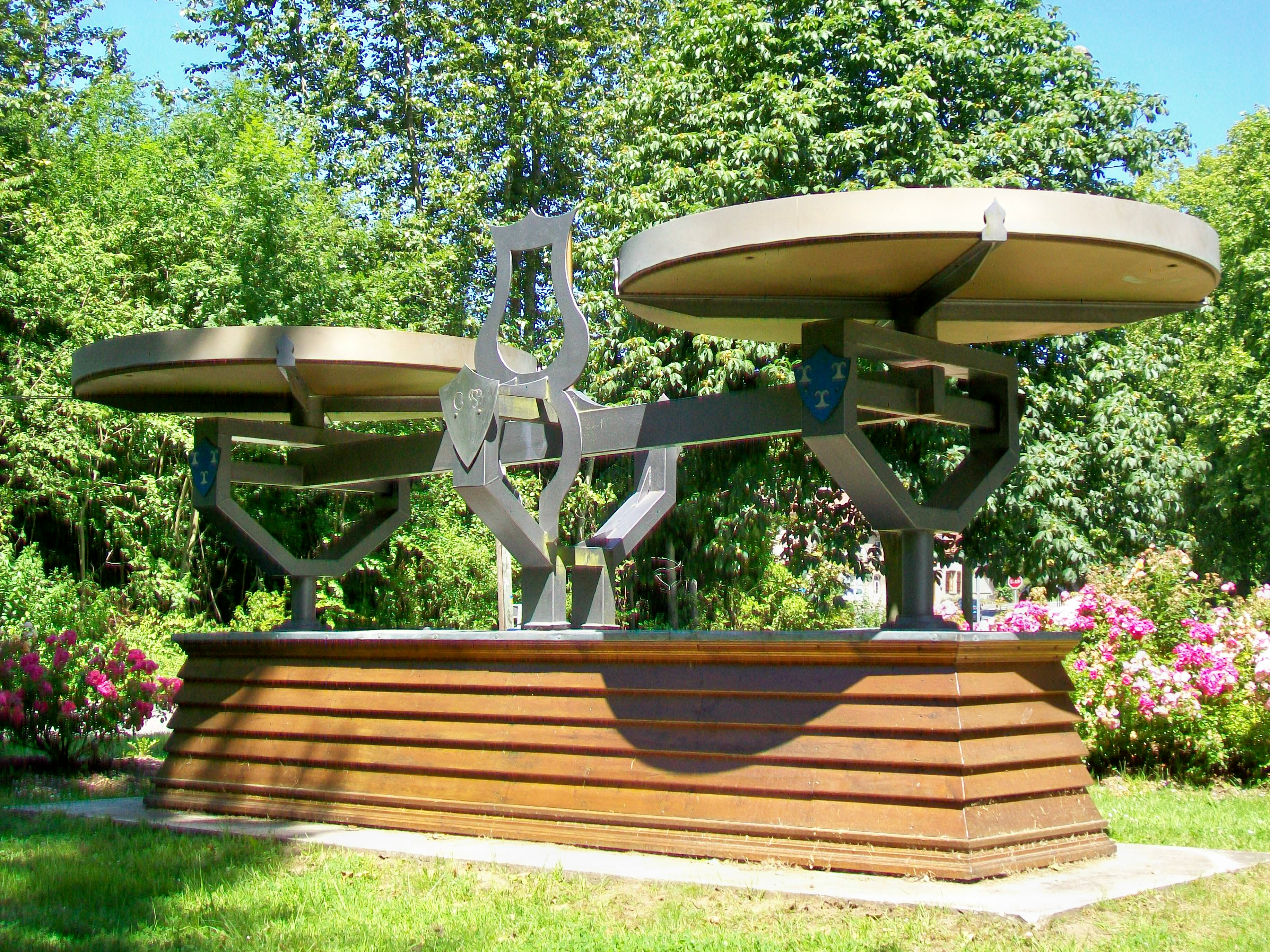
« Balance de Roberval » géante à Roberval (Oise).

Il fait partie en 1666 des sept savants (avec Pierre de Carcavi, Christiaan Huygens, Bernard Frénicle de Bessy, Adrien Auzout, l'abbé Jean Picard et Jacques Buot) qui fondent l’Académie royale des sciences, ce qui le fait enfin bénéficier des largesses du roi Louis XIV — 1 500 livres par an, dégrèvements d’impôts à ajouter aux 2 500 livres par an de ses différentes chaires d’enseignement. Il intervient souvent dans les débats de l’Académie sur ses spécialités : la pesanteur, l’astronomie et la mécanique. Ce n’est que le 21 août 1669 qu’il fait connaître à l’Académie son projet de balance qui le rendra célèbre. Cette balance, enfermée dans une caisse de bois d’où sortent deux tiges supportant des plateaux, est basée sur le principe d’un parallélogramme déformable grâce à ses articulations, les plateaux restant toujours horizontaux. Roberval a l'ingénieuse idée de placer les plateaux au-dessus du fléau, alors que depuis des millénaires, ils étaient placés en dessous.
Il meurt le 27 octobre 1675, à l’âge de 73 ans, en son domicile du collège de Maistre Gervais. Il est inhumé dans le chœur de l’église Saint-Séverin, à Paris. Célibataire, il laisse tous ses écrits à l’Académie des Sciences, qui en publia une partie en 1693.

## Œuvres scientifiques
La balance à plateaux découverts et à fléaux composés qu'il met au point en 1670 est l'application judicieuse de la règle de l'application des forces qu'il avait démontrée quelques années auparavant. Son apport à la physique du siècle est important. Ses idées sur la mécanique sont reprises par Newton. Il définit précisément le mot « force », démontre la règle de composition des forces et corrige la définition de la notion de centre de gravité.
Mais c’est dans le domaine expérimental que Roberval fait preuve dans ses jeunes années d’une extraordinaire habileté. De ce point de vue, il est très en avance sur les savants du XVIIe siècle. En 1647, ce chercheur discret aurait réalisé le premier l'expérience décisive qui prouve l’existence de la pression et de la pesanteur de l'air.
Ses contributions en mathématiques illustrent le lien indissociable de la physique et des mathématiques au siècle classique. Elles sont loin d'être négligeables. Il a étudié et inventé une classe de lignes courbes. On parle encore aujourd’hui de « courbe robervalienne » en géométrie.
Il aurait ainsi secrètement mis au point la méthode des indivisibles qu'il utilisait pour étudier la quadrature de diverses courbes et calculer les volumes engendrés par rotation des courbes. Mais, jouant de sa supériorité, il ne publie pas et perd l'honneur de sa découverte accaparée de façon indépendante par Bonaventura Cavalieri. On lui doit certainement une méthode simple et générale pour trouver les vitesses, dite « méthode cinématique » par la construction des tangentes à une courbe. Cette méthode géométrique est analogue aux calculs des fluxions. En 1637, ayant réussi la quadrature d'une arche de la cycloïde, il invente la sinusoïde. Reliant la détermination des tangentes au calcul des aires, il aurait découvert le moyen d’effectuer des quadratures dès 1645. Bien avant les inventions parallèles du calcul différentiel respectivement par Newton et Leibniz, il dispose d'un puissant outil d'intégration.
Roberval eut aussi la volonté de vulgariser la science en s’adressant aux ouvriers. D'un point de vue philosophique, il n'accordait foi qu'au seul témoignage des sens, ce qui lui vaut d'être parfois considéré comme libertin et déiste, voire précurseur des philosophes des Lumières.

## Publications
Roberval ne fit paraître que deux ouvrages de son vivant. Le premier, en 1636, est un ouvrage de mécanique, Traité de mécanique des poids soutenus par des puissances sur des plans inclinés à l’horizontale. Ce livre définit de façon précise le sens du mot « force ». Le deuxième livre, publié en 1644, est un traité d’astronomie, Le système du monde d’après Aristarque de Samos ou sa version latine, Aristarchi Samii de mundi systemate, in 12°, 1644. On y trouve d’intéressantes idées sur l’attraction universelle.
Il écrivit d’autres ouvrages qui ne furent publiés qu’après sa mort. Certains traitant de mathématiques furent publiés par l’Académie en 1693 : 
- Observations sur la composition et le moyen de trouver les tangentes aux lignes courbes
- Géométrie des indivisibles
- Traité des mouvements composés
- Résolution des équations planes et cubiques
- La Trochoïde
- Les Principes du devoir et des connaissances humaines, Fayard, Paris 1992.
- Éléments de Géométrie, Vrin, Paris, 1996.

D’autres ouvrages de Roberval restent inédits, tels que le Tractatus mechanicus et le Theorema lemmaticus, écrits en 1645, ou le Traité sur la quadrature de la parabole, écrit en 1651.
Dans le recueil des divers ouvrages de mathématiques et de physique des membres de l'académie des sciences, paru en in-folio en 1690, on retrouve une partie de son œuvre :
- Observation sur la composition des mouvements et sur le moyen de trouver les tangentes des lignes courbes
- Projet d'une mécanique traitant des mouvements composés
- De recognitione aequationum, de geometricâ planorum et cubicarum aequationum resolutione
- Traité des indivisibles
- De trochoïde ejusque spatio
- Epistolae ad Mersennum et Torricellum